# مديرية جردان
مديرية جردان إحدى مديريات محافظة شبوة في اليمن، بلغ عدد سكانها 16270 نسمة عام 2004.

## التاريخ والسكان
توجد الكثير من القرى في وادي جردان مثل البويردة، الجديب، شعاب، آل بريك، الباردة، العجيماء، الشق، عميق، الكريف، الركح، الجيف، الجنينة، يثوف، مقر، الرباط، العرصة، جول بن حيدر، النحال، كريث، صعيد جردان، الشروج، كراثة، الظاهرة، الشرفاء، برك، هباء، الرحابة، الحصن، البلاد.

## اقتصاد الوادي
يمتاز وادي جردان  بإنتاج أفضل أنواع عسل السدر الذي تغنى به الشعراء منذ القدم ويصدر إلى دول الخليج وإلى أنحاء العالم ويصل سعره أحيانا إلى أكثر من 200 دولار للتر الواحد.
يمتاز وادي جردان ايضاً بوفرة المياه فيه حيث أنشأ السكان العديد من مشاريع السدود لحفظ مياه الأمطار للشرب، وأهم هذه السدود سد كريف الجاوي (نسبة إلى أحمد الجاوي بن عبد الحق الذي أسسه) ويقع في السَلْف في قرية الباردة وهو أكبر سد في المحافظة، وسد أم جخار في السَلْف وسد الدغثور في الشق. وسد لهم في منطقة جول بن حيدر مع ذلك، تعتمد الزراعة في الوادي كلياً على السيول والأمطار. ومن أهم منتجات الوادي الزراعية الذرة والبر والسمسم والدخن. تباع هذه المنتجات الزراعية والحيوانية وغيرها من البضائع في سوق عميّق أكبر سوق في محافظة شبوة بعد سوق عتق.

## سياسياً
كان هذا الوادي هو الممر الذي مرت منه القوات الشمالية في الحرب الأهلية اليمنية 1994 متجهة إلى حضرموت لإخماد حركة الانفصال التي قادها القائد بن حسينون الموالي لعلي سالم البيض والتي قتل فيها بن حسينون وانتصرت فيها قوات الشمال وبسطت نفوذها على كامل التراب اليمني. مر هذا الوادي بالكثير من الأحداث والحروب القبلية في الأربعينيات والخمسينيات من القرن العشرين.

## المناخ
مناخ وادي جردان أقرب إلى مناخ الصحراء، فهو جاف عموماً وبارد شتاءً وحار صيفاً. تتساقط الأمطار غالباً في شهر الصيف والخريف ونادراً في فصل الشتاء.  